# Liste der Dauermarken der Ukraine
Die Liste der Dauermarken der Ukraine führt alle in der Ukraine ausgegebenen Dauermarken auf. Diese erschienen seit 1992 in neun verschiedenen Serien.

## Erste Dauerserie „Junge Ukraine“ (1992)
Die Briefmarken der ersten Dauerserie „Junge Ukraine“ (ukrainisch Молода Україна) nach der Unabhängigkeit der Ukraine von der Sowjetunion wurden am 16. Mai 1992 ausgegeben und weitere am 17. Juni. Die Briefmarken haben eine Größe von 18,5 × 26 mm und eine Zähnung von K 12 × 12¼. Sie sind im Offsetdruck auf gewöhnlichem Papier gedruckt. Es existieren jedoch Briefmarken der Reihe mit Linienzähnung und auf Leuchtpapier. Das Briefmarkendesign stammt von V.I. Dvornik und zeigt jeweils einfarbig den Kopf einer Person als Allegorie für die "junge Ukraine" wie sie bereits auf der 30-Schah Briefmarke designt von Heorhij Narbut aus dem Jahr 1918 dargestellt war und dessen Name (ukrainisch Г. Нарбут) unter der Darstellung steht. Darunter ist die Inschrift „пошта Україна“ (Postamt Ukraine) platziert.
| Bild | Postwert         | Auflagezahl | Ausgabedatum  | Farbe             |
| ---- | ---------------- | ----------- | ------------- | ----------------- |
|      | 0,50 Karbowanez  | 40.000.000  | 17. Juni 1992 | Cyanblau          |
|      | 0,70 Karbowanez  | 10.000.000  | 17. Juni 1992 | Olivbraun         |
|      | 1,00 Karbowanez  | 10.000.000  | 17. Juni 1992 | Smaragdgrün       |
|      | 2,00 Karbowanez  | 41.100.000  | 17. Juni 1992 | Dunkelviolett     |
|      | 5,00 Karbowanez  | 30.500.000  | 16. Mai 1992  | Kobalt            |
|      | 10,00 Karbowanez | 37.900.000  | 16. Mai 1992  | Rotkarmin         |
|      | 20,00 Karbowanez | 31.400.000  | 16. Mai 1992  | Dunkelsmaragdgrün |
|      | 50,00 Karbowanez | 77.500.000  | 16. Mai 1992  | Braun             |

## Zweite Dauerserie „Alte Ukraine“ (1993)
Die zweite Serie „Alte Ukraine“ (ukrainisch Давня Україна) bestand aus sechs Briefmarken und vier verschiedenen Motiven und wurde am 18. Dezember 1993 ausgegeben. Die Briefmarken waren bis zum 31. August 1994 gültig. Ihr Design stammt von Jurij Lohwyn (ukrainisch Логвин Юрій Григорович) und zeigt jeweils einfarbige ethnografische Darstellungen der „alten Ukraine“. In der linken oberen Ecke der Briefmarken steht das einen Trysub (Dreizack) darstellende Wappen der Ukraine. Wie die erste Dauerserie sind die Briefmarken zudem mit „пошта Україна“ (Postamt Ukraine) beschriftet. Die Briefmarken wurden mittels Offsetdruck auf gewöhnliches Papier gedruckt. Sie haben eine Größe von 18,5 × 26 mm und eine Zähnung von K 12 × 12¼.
| Bild | Postwert       | Auflagezahl | Farbe        | Motiv |
| ---- | -------------- | ----------- | ------------ | --- |
|      | 50 Karbowanez  | 40.500.000  | Hellgrün     | Mähen in Nordbukowina: Ein Bauer mäht das Gras, der zweite schärft mit einem Holzklotz das Sensenblatt.                                                                                                 |
|      | 100 Karbowanez | 40.500.000  | Blau         | Slobozhansky Chumaks auf der Straße von der Krim: Fünf beladene Karren, von Ochsen gezogen begleitet von den Chumaks, fahren an einer auf einem Hügel stehenden „Steinweib“ vorbei.                     |
|      | 150 Karbowanez | 40.850.000  | Karminrot    | Hirte mit einer Schafherde im Süden der Ukraine in Tawrija: Er trägt gewöhnliche Kleidung, eine Pelzmütze und einen Hirtenstab. Dabei spielt er Flöte. Am Horizont ist ein Hügel mit einem „Steinweib“. |
|      | 200 Karbowanez | 10.225.000  | Dunkelorange | Schnitter aus der Region Tscherkassy: Die drei Frauen ernten mit Sicheln Weizen. |
|      | 300 Karbowanez | 10.325.000  | Violett      | Hirte mit einer Schafherde im Süden der Ukraine in Tawrija: Er trägt gewöhnliche Kleidung, eine Pelzmütze und einen Hirtenstab. Dabei spielt er Flöte. Am Horizont ist ein Hügel mit einem „Steinweib“. |
|      | 500 Karbowanez | 10.375.000  | Hell-Siena   | Schnitter aus der Region Tscherkassy: Die drei Frauen ernten mit Sicheln Weizen. |

## Dritte Dauerserie „Alte Ukraine“ (1994)
Die ersten Briefmarken der dritten Dauerserie „Alte Ukraine“ (ukrainisch Давня Україна) wurden am 28. Mai 1994 ausgegeben. Das Design stimmt mit dem der zweiten Dauermarkenserie überein. Statt Werten in Karbowanez wurden jedoch acht verschiedene Kyrillisches Buchstaben (А, Б, В, Г, Д, Е, Є, Ж) für die unterschiedlichen Wertstufen verwendet.
| Bild | Postwert | Auflagezahl | Ausgabedatum  | Farbe           | Motiv |
| ---- | -------- | ----------- | ------------- | --------------- | --- |
|      | A        | 20.000.000  | 28. Mai 1994  | Rosa-karminrot  | Hirte mit einer Schafherde im Süden der Ukraine in Tawrija: Er trägt gewöhnliche Kleidung, eine Pelzmütze und einen Hirtenstab. Dabei spielt er Flöte. Am Horizont ist ein Hügel mit einem „Steinweib“.           |
|      | B        | 30.000.000  | 28. Mai 1994  | Cyanblau        | Slobozhansky Chumaks auf der Straße von der Krim: Fünf beladene Karren, von Ochsen gezogen begleitet von den Chumaks, fahren an einem auf einem Hügel stehenden „Steinweib“ vorbei.                               |
|      | Б        | 20.400.000  | 2. Juli 1994  | Ockerbraun      | Schnitter aus der Region Tscherkassy: Die drei Frauen ernten mit Sicheln Weizen. |
|      | Г        | 30.900.000  | 2. Juli 1994  | Dunkel-Opalgrün | Mähen in Nordbukowina: Ein Bauer mäht das Gras, der zweite schärft mit einem Holzklotz das Sensenblatt. |
|      | Д        | 100.000.000 | 15. Okt. 1994 | Zartlila        | Pflüger in Podolien: Bauern beackern mit von Ochsen gezogenen Pflügen ein hügeliges Feld. |
|      | Ж        | Unbekannt   | 15. Okt. 1994 | Ultramarinblau  | Fischer auf dem Dnjepr: Ein Fischer in einem Einbaum fängt einen Wels nach alter Methode des „Schredderns“. |
|      | E        | Unbekannt   | 12. Nov. 1994 | Dunkelorange    | Imker in der Dnjepr-Region: Imker an einem Bienenhaus prüfen den Zustand der Waben in den Bienenstöcken. |
|      | Є        | Unbekannt   | 12. Nov. 1994 | Helles Braunrot | Töpfer aus dem Dorf Oposhnya in der Oblast Poltawa: Ein Töpfer stellt einen Topf auf einer Töpferscheibe her. Der Hintergrund für dieses Bild zeigt verschiedene Keramik: Krüge, Töpfe, Flaschen und dergleichen. |

## Vierte Dauerserie „Öffentlicher Verkehr“ (1995)
Die vierte Dauerserie „Öffentlicher Verkehr“ (ukrainisch Міський транспорт) bestand aus drei Briefmarken mit den Buchstabenwerten І, К und З und kam am 27. Dezember 1995 in Umlauf. Die Dauermarken wurden wiederum mittels Offsetdruck gedruckt und haben eine Größe von 26 × 18,5 mm und eine Zähnung von K 13¾ × 14.
| Bild | Postwert | Auflagezahl | Ausgabedatum  | Farbe               | Motiv              |
| ---- | -------- | ----------- | ------------- | ------------------- | ------------------ |
|      | I        | Unbekannt   | 27. Dez. 1995 | Hell-Ultramarinblau | Trolleybus PMZ T-1 |
|      | К        | Unbekannt   | 27. Dez. 1995 | Grün                | Tram LT-10         |
|      | З        | Unbekannt   | 27. Dez. 1995 | Rot                 | Stadtbus LAZ-52523 |

## Fünfte Dauerserie „Blumen“ (2001–2006)
Die fünste Dauerserie „Blumen“ (ukrainisch Квіти) wurde zwischen 2001 und 2006 ausgegeben. Dabei wurden die Buchstabenwerte B, Д, E, L, N, C, Є, Ж und P verwendet. Für den Buchstabenwert P gab es zwei Varianten, die jeweils den Dreizack des Wappens der Ukraine zeigen mit und ohne gelben Rahmen. Die anderen Freimarken der Serie zeigen alle Blumenmotive, die in der sechsten Serie fortgeführt wurden.
| Bild | Postwert | Erste Auflagezahl | Erstes Ausgabedatum | Motiv                            |
| ---- | -------- | ----------------- | ------------------- | -------------------------------- |
|      | B        | 110.000.000       | 1. Apr. 2001        | Malve                            |
|      | Д        | 141.000.000       | 1. Apr. 2001        | Tagetes                          |
|      | E        | 61.000.000        | 1. Apr. 2001        | Sonnenblume                      |
|      | L        | 3.000.000         | 19. Nov. 2005       | Hundsrose (Rosa canina)          |
|      | N        | 15.000.000        | 16. Dez. 2005       | Stiefmütterchen (Viola tricolor) |
|      | C        | Unbekannt         | 5. Juli 2002        | Flieder                          |
|      | Є        | 14.700.000        | 1. Apr. 2001        | Weizenähren                      |
|      | Ж        | 10.300.000        | 1. Apr. 2001        | Gewöhnlicher Schneeball          |
|      | P        | 1.200.000         | 1. Apr. 2001        | Wappen der Ukraine               |
|      | P        | 300.000           | 28. Okt. 2005       | Wappen der Ukraine               |

## Sechste Dauerserie „Blumen“ (2002–2006)
Die sechste Dauerserie „Blumen“ (ukrainisch Квіти) wurde zwischen 2002 und 2006 ausgegeben mit den Postwerten 5, 10, 25, 30, 45, 65, 70 Karbowanez und 1 Hrywnja.
| Bild | Postwert      | Erste Auflagezahl | Erstes Ausgabedatum | Motiv                                    |
| ---- | ------------- | ----------------- | ------------------- | ---------------------------------------- |
|      | 5 Karbowanez  | Unbekannt         | 1. Feb. 2002        | Immergrün                                |
|      | 10 Karbowanez | Unbekannt         | 23. Feb. 2002       | Stockrose                                |
|      | 25 Karbowanez | 45.000.000        | 8. Sep. 2005        | Große Kapuzinerkresse (Tropaeolum majus) |
|      | 30 Karbowanez | 80.000.000        | 1. Juni 2002        | Tagetes                                  |
|      | 45 Karbowanez | Unbekannt         | 18. Sep. 2002       | Kornblumen                               |
|      | 65 Karbowanez | Unbekannt         | 4. Juli 2003        | Duftende Platterbse                      |
|      | 70 Karbowanez | 50.000.000        | 12. Sep. 2005       | Weiße Seerose (Nymphaea alba)            |
|      | 1 Hrywnja     | 15.000.000        | 14. Jan. 2005       | Mohn                                     |

## Siebte Dauerserie „Gebrauchsgegenstände“ (2007–2012)
Die siebte Dauerserie „Gebrauchsgegenstände“ (ukrainisch Ужиткові речі) wurde zwischen 2007 und 2012 ausgegeben im Wert von 1, 3, 5, 10, 30, 50, 60, 70 und 85 Kopeken sowie 1, 1,50, 1,90, 2, 2,20, 6 und 7 Hrywnja (100 Kopeken entsprechen einer Hrywnja) und Buchstabenwerte N, Є, R, Ж und P. Ab dem 1. Oktober 2009 wurden Briefmarken mit einem Nennwert von 1 und 3 Kopeken aus dem Verkehr gezogen und 2010 mit einem neuen Postwert von 2 bzw. 1,50 Hrywnja in Umlauf gebracht.
| Bild | Postwert                | Erste Auflagezahl | Erstes Ausgabedatum | Motiv                      |
| ---- | ----------------------- | ----------------- | ------------------- | -------------------------- |
|      | 1 Ukrainische Kopeke    | 1.000.000         | 14. Apr. 2007       | Zwillingstöpfe             |
|      | 3 Ukrainische Kopeken   | 1.000.000         | 14. Apr. 2007       | Spielzeugpferd             |
|      | 5 Ukrainische Kopeken   | 15.000.000        | 16. März 2007       | Pfeifspielzeug             |
|      | 10 Ukrainische Kopeken  | 15.000.000        | 14. Apr. 2007       | Krug                       |
|      | 30 Ukrainische Kopeken  | 30.000.000        | 15. Feb. 2008       | Tabakpfeife                |
|      | 50 Ukrainische Kopeken  | 8.000.000         | 26. Jan. 2007       | Spinnrad                   |
|      | 60 Ukrainische Kopeken  | 23.500.000        | 26. Jan. 2007       | Demijohn                   |
|      | 70 Ukrainische Kopeken  | 50.000.000        | 26. Jan. 2007       | Kumanets (Wassergefäß)     |
|      | 85 Ukrainische Kopeken  | 10.000.000        | 26. Jan. 2007       | Schöpfkelle                |
|      | 1 Ukrainische Hrywnja   | 30.000.000        | 6. Apr. 2007        | Dekorierter Krug mit Griff |
|      | 1,5 Ukrainische Hrywnja | 45.000.000        | 25. März 2009       | Verzierte Fliese           |
|      | 1,5 Ukrainische Hrywnja | 1.282.230         | 6. Okt. 2010        | Spielzeugpferd             |
|      | 1,9 Ukrainische Hrywnja | Unbekannt         | 7. Juni 2011        | Tabakbeutel                |
|      | 2 Ukrainische Hrywnja   | 10.000.000        | 16. März 2007       | Kumanets (Wassergefäß)     |
|      | 2 Ukrainische Hrywnja   | 2.157.647         | 6. Okt. 2010        | Zwillingstöpfe             |
|      | 2,2 Ukrainische Hrywnja | Unbekannt         | 7. Juni 2011        | Puderbehälter              |
|      | 6 Ukrainische Hrywnja   | Unbekannt         | 7. Juni 2011        | Bandura                    |
|      | 7 Ukrainische Hrywnja   | Unbekannt         | 7. Juni 2011        | Schüssel mit Deckel        |
|      | N                       | 3.000.000         | 6. Apr. 2007        | Kerzenhalter               |
|      | Є                       | 1.000.000         | 14. Apr. 2007       | Tintenfass                 |
|      | R                       | 2.000.000         | 16. März 2007       | Krug                       |
|      | Ж                       | 500.000           | 6. Apr. 2007        | Tönerner Stier             |
|      | P                       | 1.000.000         | 16. März 2007       | Stoffpuppe                 |

## Achte Dauerserie „Blätter“ (2012–2016)
Die achte Dauerserie „Blätter“ (ukrainisch Листя) wurde zwischen 2012 und 2016 ausgegeben. Die ersten Marken erschien am 14. Januar 2012.
| Bild | Postwert                | Erste Auflagezahl | Erstes Ausgabedatum | Motiv                                             |
| ---- | ----------------------- | ----------------- | ------------------- | ------------------------------------------------- |
|      | 5 Ukrainische Kopeken   | 2.000.000         | 24. Jan. 2012       | Vogelbeere (Sorbus aucuparia)                     |
|      | 20 Ukrainische Kopeken  | 15.000.000        | 14. Jan. 2012       | Gewöhnliche Robinie (Robinia pseudoacacia)        |
|      | 30 Ukrainische Kopeken  | 20.000.000        | 24. Jan. 2012       | Gemeine Esche (Fraxinus excelsior)                |
|      | 40 Ukrainische Kopeken  | 10.000.000        | 14. Jan. 2012       | Echte Walnuss (Juglans regia)                     |
|      | 50 Ukrainische Kopeken  | 30.000.000        | 24. Jan. 2012       | Gewöhnliche Rosskastanie (Aesculus hippocastanum) |
|      | 70 Ukrainische Kopeken  | 15.000.000        | 14. Jan. 2012       | Hänge-Birke (Betula pendula)                      |
|      | 2 Ukrainische Hrywnja   | 60.000.000        | 24. Jan. 2012       | Stieleiche (Quercus robur)                        |
|      | 2,5 Ukrainische Hrywnja | 15.000.000        | 14. Jan. 2012       | Spitzahorn (Acer platanoides)                     |
|      | 3 Ukrainische Hrywnja   | 12.000.000        | 24. Jan. 2012       | Winterlinde (Tilia cordata)                       |
|      | 4,8 Ukrainische Hrywnja | 12.000.000        | 24. Jan. 2012       | Rotbuche (Fagus sylvatica)                        |
|      | 5 Ukrainische Hrywnja   | 10.000.000        | 24. Jan. 2012       | Grau-Erle (Alnus incana)                          |
|      | 8 Ukrainische Hrywnja   | 10.000.000        | 24. Jan. 2012       | Flatterulme (Ulmus laevis)                        |
|      | 10 Ukrainische Hrywnja  | 6.000.000         | 24. Jan. 2012       | Espe (Populus tremula)                            |
|      | L                       | Unbekannt         | 25. Juli 2012       | Berg-Ahorn (Acer pseudoplatanus)                  |
|      | N                       | Unbekannt         | 11. Jan. 2013       | Weiße Maulbeere (Morus alba)                      |
|      | Є                       | Unbekannt         | 5. Nov. 2013        | Sanddorn (Hippophae rhamnoides)                   |
|      | G                       | Unbekannt         | 22. Okt. 2013       | Kultur-Birne (Pyrus communis)                     |
|      | Ж                       | Unbekannt         | 25. Juli 2012       | Silber-Weide (Salix alba)                         |
|      | V                       | Unbekannt         | 15. Sep. 2015       | Kornelkirsche (Cornus mas)                        |
|      | F                       | Unbekannt         | 19. Nov. 2015       | Gewöhnlicher Spindelstrauch (Euonymus europaeus)  |

## Neunte Dauerserie „Wappen von Städten, Gemeinden und Dörfern der Ukraine“ (2017–?)
Die neunte Dauerserie „Wappen von Städten, Gemeinden und Dörfern der Ukraine“ (ukrainisch Герби міст, селищ та сіл України) wurde ab 2017 ausgegeben und zeigt Stadt- und Gemeindewappen der Ukraine. Designt wurden die Briefmarken von Natalia Andriichenko. Die Buchstabenwerte sind V, F, L, M, T, H, X, P und D.
| Bild | Postwert (zum Ausgabezeitpunkt) | Erste Auflagezahl | Erstes Ausgabedatum | Motiv                       |
| --- | ------------------------------- | ----------------- | ------------------- | --------------------------- |
| | V (4 ₴)                         | Unbekannt         | 10. Juni 2017       | Wappen von Jalta            |
| | V                               | Unbekannt         | 24. Sep. 2020       | Wappen von Solotonoscha     |
| | F                               | Unbekannt         | 20. Juni 2017       | Wappen von Nischyn          |
| | F                               | Unbekannt         | 24. Sep. 2020       | Wappen von Tetijiw          |
| | F                               | Unbekannt         | 29. Sep. 2021       | Wappen von Krementschuk     |
| | L                               | Unbekannt         | 20. Juni 2017       | Wappen von Jenakijewe       |
| | M                               | Unbekannt         | 20. Juni 2017       | Wappen von Klessiw          |
| | M                               | Unbekannt         | 15. Sep. 2020       | Wappen von Fontanka         |
| | M                               | Unbekannt         | 16. Juli 2021       | Wappen von Koropez          |
| | T (0,40 ₴)                      | Unbekannt         | 13. Juni 2017       | Wappen von Tschop           |
| | T                               | Unbekannt         | 3. Juni 2020        | Wappen von Burschtyn        |
| Bild gesucht Die Wikipedia wünscht sich an dieser Stelle ein Bild. Falls du dabei helfen möchtest, erklärt die Anleitung , wie das geht. | T                               | 7.000.000         | 1. Dez. 2021        | Wappen von Komarno          |
| | H (0,50 ₴)                      | Unbekannt         | 13. Juni 2017       | Wappen von Marynyn          |
| | H                               | Unbekannt         | 3. Juni 2020        | Wappen von Staryj Mertschyk |
| | H                               | Unbekannt         | 16. Juli 2021       | Wappen von Bolhrad          |
| | H                               | 6.000.000         | 21. Jan. 2022       | Wappen von Bohoduchiw       |
| | X                               | Unbekannt         | 20. Juni 2017       | Wappen von Schazk           |
| | P                               | Unbekannt         | 28. Sep. 2017       | Wappen von Parutyne         |
| | D                               | Unbekannt         | 16. März 2018       | Wappen von Lokatschi        |
| | D                               | Unbekannt         | 15. Sep. 2020       | Wappen von Krywtsche        |
| | D                               | Unbekannt         | 29. Sep. 2021       | Wappen von Bachmut          |